# Ленінське (Ленінградська область)
Ленінське (рос. Ленинское) — селище у Виборзькому районі Ленінградської області Російської Федерації.
Населення становить 1435 осіб. Належить до муніципального утворення Первомайське сільське поселення.

## Історія
До 1917 року населений пункт перебував у складі Виборзької губернії Великого князівства Фінляндського. З 1918 по 1940 та в роки Другої світової війни між 1941 та 1944 роками у складі незалежної Фінляндії. Відтак — у складі Ленінградської області.

## Населення
| 1997 | 2007  | 2010  | 2017  |
| ---- | ----- | ----- | ----- |
| 1492 | ↗1560 | ↗1764 | ↘1435 |